# Werner Sulzgruber

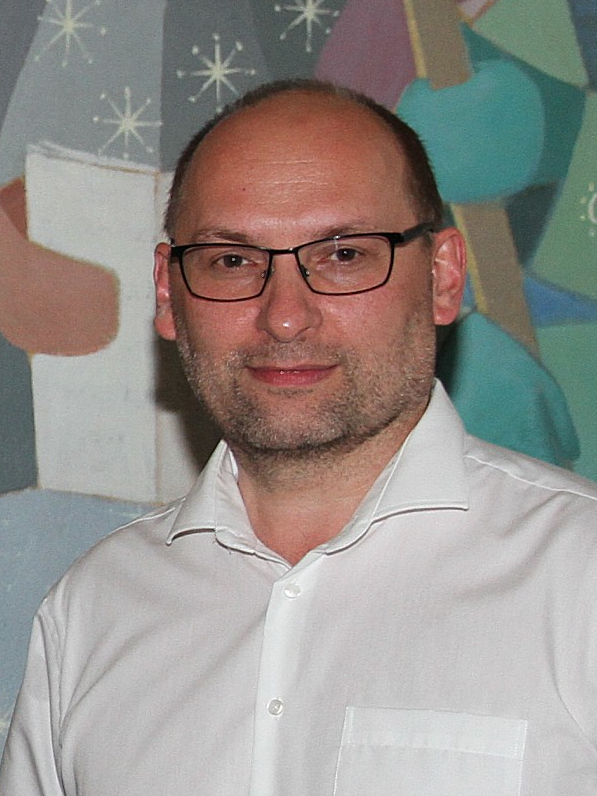
Werner Sulzgruber (2018)

Werner Sulzgruber (* 1968 in Wiener Neustadt) ist ein österreichischer Lehrer, Kulturvermittler und Historiker.

## Leben
Werner Sulzgruber erlangte 1993 den Magister-Abschluss der Universität Wien in Geschichte, ist Lehrer am Bundesrealgymnasium Gröhrmühlgasse in Wiener Neustadt und von 2014 bis zur Schließung des Militärrealgymnasiums im Jahr 2018 in Wiener Neustadt dessen Direktor.
Sulzgruber hat unter anderem eine Reihe von Büchern zur jüdischen Geschichte und Zeitgeschichte von Wiener Neustadt geschrieben und ist auch am Gedenkprojekt Stolpersteine für Wiener Neustadt beteiligt, dessen wissenschaftliche Forschungsgrundlagen er geliefert hat. Neben zahlreichen wissenschaftlichen Arbeiten und Erinnerungs- bzw. Vermittlungsprojekten kuratierte er Ausstellungen im Stadtmuseum Wiener Neustadt (Die jüdische Gemeinde Wiener Neustadt, Stolpersteine Wiener Neustadt, Familienalbum).
Sulzgruber hat die dramatische Geschichte der Familie Zimmer aufgearbeitet, die in Wiener Neustadt Herrenausstatter waren, wegen der Judenverfolgung nach New York City ausgewandert sind, und deren Tochter Greta in einem der berühmtesten Fotos von Alfred Eisenstaedt erscheint. Das Foto zeigt, wie ein amerikanischer Soldat anlässlich der Friedenserklärung im Jahr 1945 in New York auf offener Straße eine weißgekleidete junge Frau küsst: Die Frau war die Neustädterin Greta Zimmer.
Er ist Obmann der „Freunde der Burg Starhemberg“.

## Auszeichnungen
- 2010: Marietta und Friedrich Torberg-Medaille, Wien
- 2016: JVN Volunteering Certificate, London[6]
- 2017: Goldener Ehrenring der Theresianischen Militärakademie, Wiener Neustadt
- 2020: NÖ Kulturpreis (Anerkennungspreis in der Kategorie „Sonderpreis Präsentation und Vermittlung von Zeitgeschichte in Niederösterreich“)
- 2023: Silberne Ehrenplakette der Marktgemeinde Markt Piesting (für das Engagement zur Erhaltung der Burg Starhemberg)[7]

## Publikationen (Auswahl)
- Zeiterfahrung und Zeitordnung vom frühen Mittelalter bis ins 16. Jahrhundert (= Studien zur Geschichtsforschung des Mittelalters, Band 4), Kovač, Hamburg 1995, ISBN 3-86064-254-5.
- Hermann Sudermann, „Heimat“: Betrachtungen und Analysen zu einem vergessenen Schauspiel. Edition Praesens, Wien 1997, ISBN 3-901126-83-X.
- Georg Heym „Der Irre“. Einblicke in die Methoden und Kunstgriffe expressionistischer Prosa. Erzählen aus der Perspektive des Wahnsinns. Edition Praesens, Wien 1997, ISBN 3-901126-84-8.
- Heinrich Böll „Haus ohne Hüter“. Analysen zur „Sprachfindung“, zu den Kritikmustern und Problemkonstellationen im Roman. Edition Praesens, Wien 1997, ISBN 3-901126-85-6.
- Die jüdische Gemeinde in Wiener Neustadt. Von ihren Anfängen bis zu ihrer Zerstörung. Mandelbaum, Wien 2005, ISBN 3-85476-163-5.
- Die sterbende Stadt. Vom Leben in Wiener Neustadt 1933 bis 1938. Wirtschaftslage – Sozialpolitik – Alltagsbilder. Verein Alltag Verlag, Wiener Neustadt 2006, ISBN 978-3-902282-06-4.
- Das jüdische Wiener Neustadt. Geschichte und Zeugnisse jüdischen Lebens vom 13. bis zum 20. Jahrhundert. Mandelbaum, Wien 2010, ISBN 978-3-85476-343-7.
- Lebenslinien. Jüdische Familien und ihre Schicksale. Eine biografische Reise in die Vergangenheit von Wiener Neustadt. Berger, Wien / Horn 2013, ISBN 978-3-85028-557-5.
- Novemberpogrom 1938. Die „Reichskristallnacht“ in Wiener Neustadt und der Region. Hintergründe – Entwicklungen – Folgen. TOWN, Berger, Wien / Horn 2013, ISBN 978-3-85028-631-2.
- Eine versunkene Welt. Jüdisches Leben in der Region Bucklige Welt – Wechselland. Kral, Berndorf 2019, ISBN 978-3-99024-797-6. (Mitherausgeber- und Autorenschaft).
- Wiener Neustadt. Zeitreise in historischen Bildern. Stadtleben vom Ende des 19. Jahrhunderts bis in die 1950er Jahre. Kral, Berndorf 2019, ISBN 978-3-99024-787-7.
- Burgruine Starhemberg. Ein imposantes Vermächtnis der österreichischen Geschichte. Historische Ansichten & Fakten zur Burganlage bis heute. Kral, Berndorf 2020, ISBN 978-3-99024-946-8 (Herausgeber- und Autorenschaft).